# ويد ميلر (لاعب كرة قاعدة)
ويد ميلر (بالإنجليزية: Wade Miller) هو لاعب كرة قاعدة أمريكي، ولد في 13 سبتمبر 1976 في ريدينغ في الولايات المتحدة.

## وصلات خارجية
- ويد ميلر على موقع دوري كرة القاعدة الرئيسي (الإنجليزية)
- ويد ميلر على موقعبيزبول رفرنس.كوم (الدوري الرئيسي) (الإنجليزية)
- ويد ميلر على موقعبيزبول رفرنس.كوم (الدوري الثانوي) (الإنجليزية)
- ويد ميلر على موقع إي إس بي إن.كوم (أم.أل.بي) (الإنجليزية)
- ويد ميلر على موقع مشجعي الرسوم البيانية (الإنجليزية)